# گل‌ساعتی خوراکی
گل‌ساعتی خوراکی (نام علمی: Passiflora edulis)، نوعی گیاه بالارونده از سردهٔ گل ساعتی است که بیشتر در نواحی گرم و بدون یخ‌بندان رشد می‌کند. این گیاه بومی نواحی جنوب برزیل، پاراگوئه تا شمال آرژانتین است. این میوه بسیار آرام‌بخش بوده و سایز کوچکی دارد، پوستی سفت و بنفش و یا زرد دارد. از این میوه می‌توان آب میوۀ خوشمزه‌ای گرفت و آب این میوه برای آرامش اعصاب خوب است. آب این میوه اغلب برای تقویت عطر به آب میوه‌های دیگر اضافه می‌شود.

## ارزش غذایی
میوه گل‌ساعتی به‌طور گسترده در مناطق مدارگان و جنب‌مدارگان جهان پرورش می‌یابد. این میوه در ایالات‌متحده، در فلوریدا، هاوایی و کالیفرنیا پرورش داده می‌شود. آنها معمولاً از یخ‌زدگی محافظت می‌شوند، اگرچه نوع خاصی از این میوه در مناطق یخ‌زده زنده مانده‌اند.

## تغذیه
این میوه به‌صورت خام حاوی ۷۳٪ آب، ۲۲٪ کربوهیدرات، ۲٪ پروتئین و ۰.۷٪ چربی  است. هر ۱۰۰ گرم میوه تازه حاوی ۳۶٪ ارزش روزانه (DV) ویتامین سی ،۴۲٪ فیبر در رژیم غذایی، ویتامین‌های گروه ریبوفلاوین (۱۱٪) و نیاسین (۱۰٪)، اهن (۱۲ ٪) و  فسفر (۱۰٪) است. هیچ ریز مغذی دیگری از نظر محتوای خوراکی قابل توجهی نیست.
انواع مختلفی از میوه گل‌ساعتی سرشار از پلی فنول است، و گونه‌های زرد حاوی  پروناسین (prunasin) و سایر گلیکوزیدهای سیانوژنیک موجود در پوست و آب میوه هستند. 

## نگارخانه

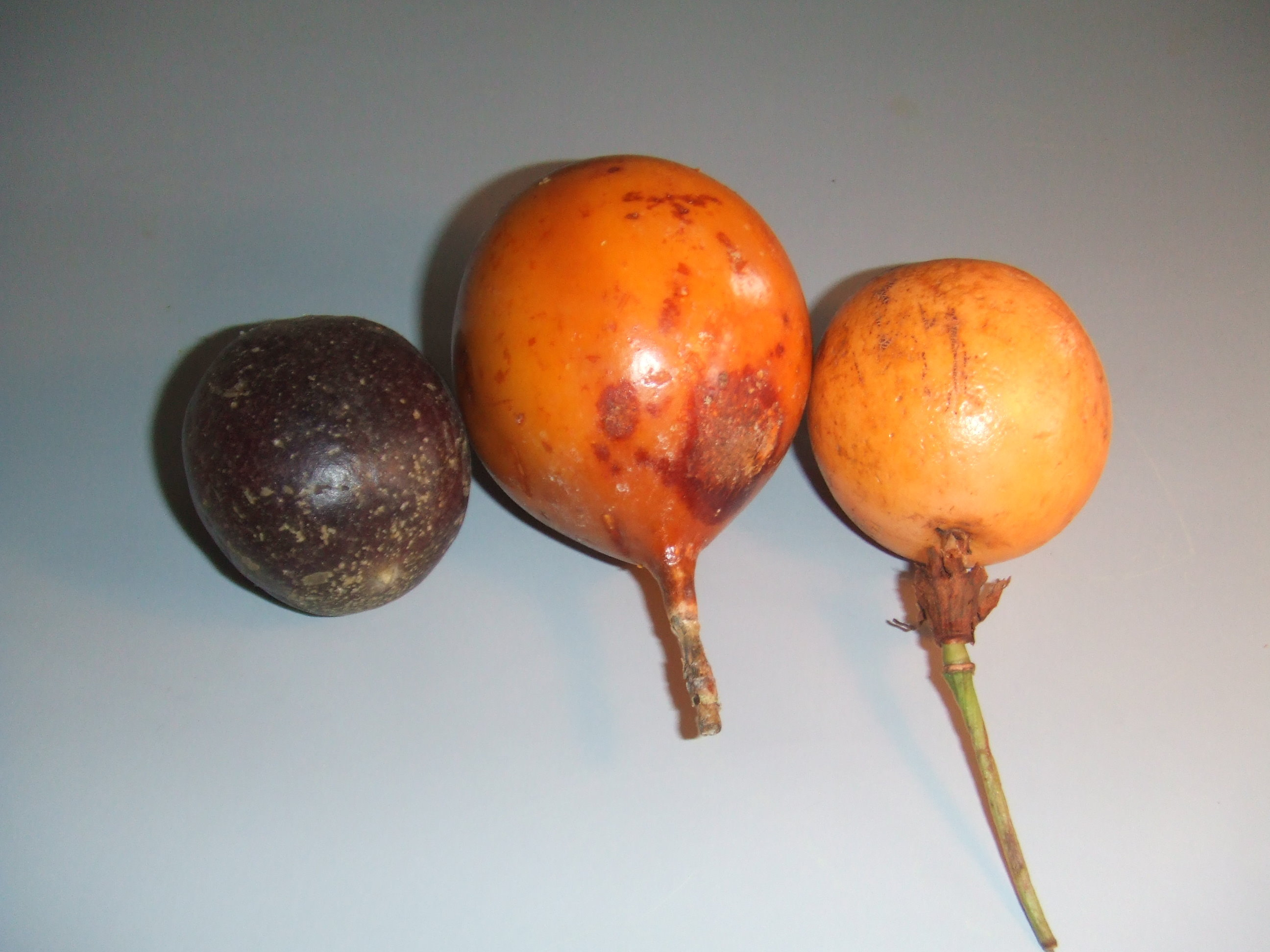
سه نوع میوه گل‌ساعتی
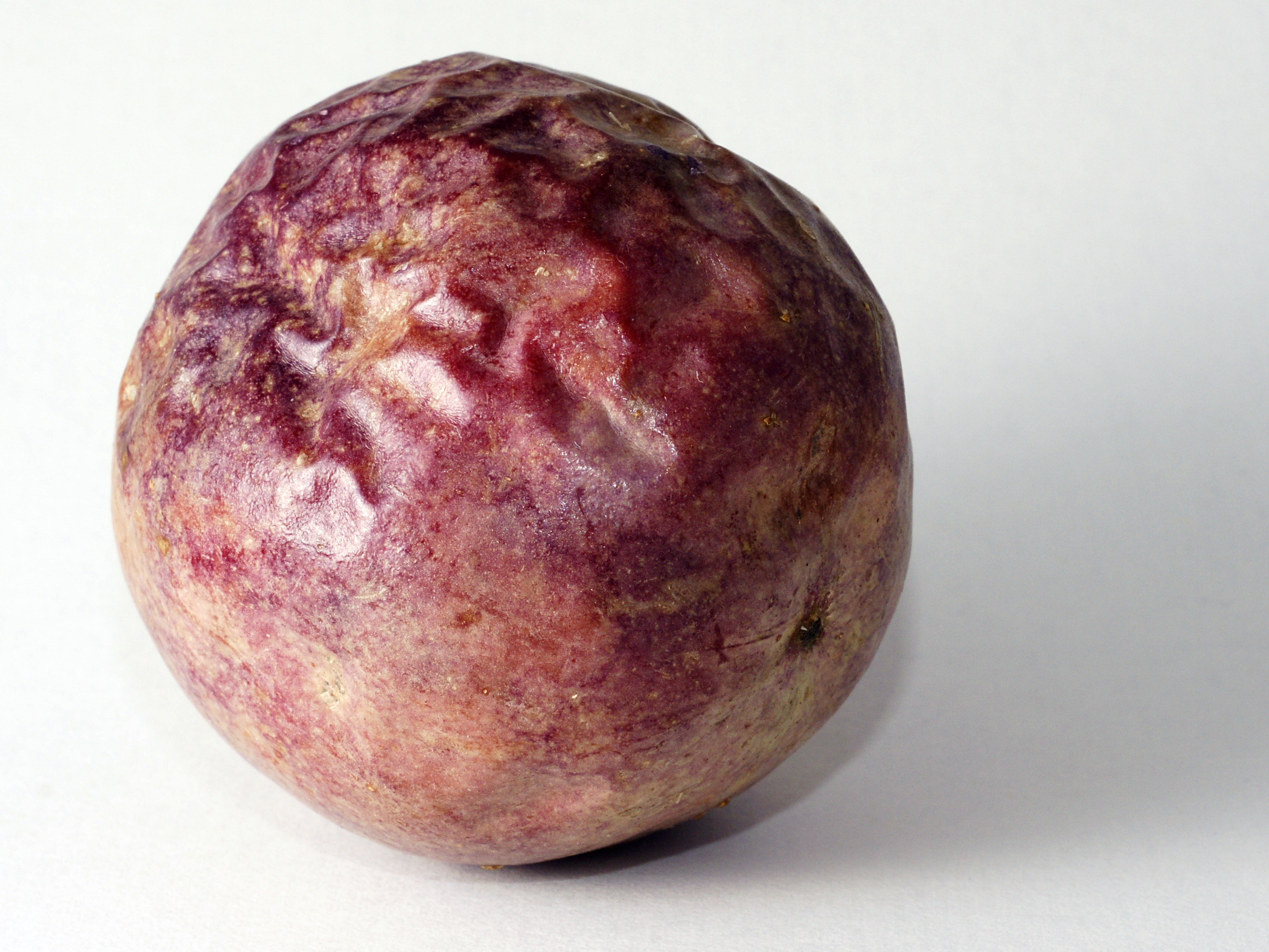
میوه گل‌ساعتی خوراکی باز نشده
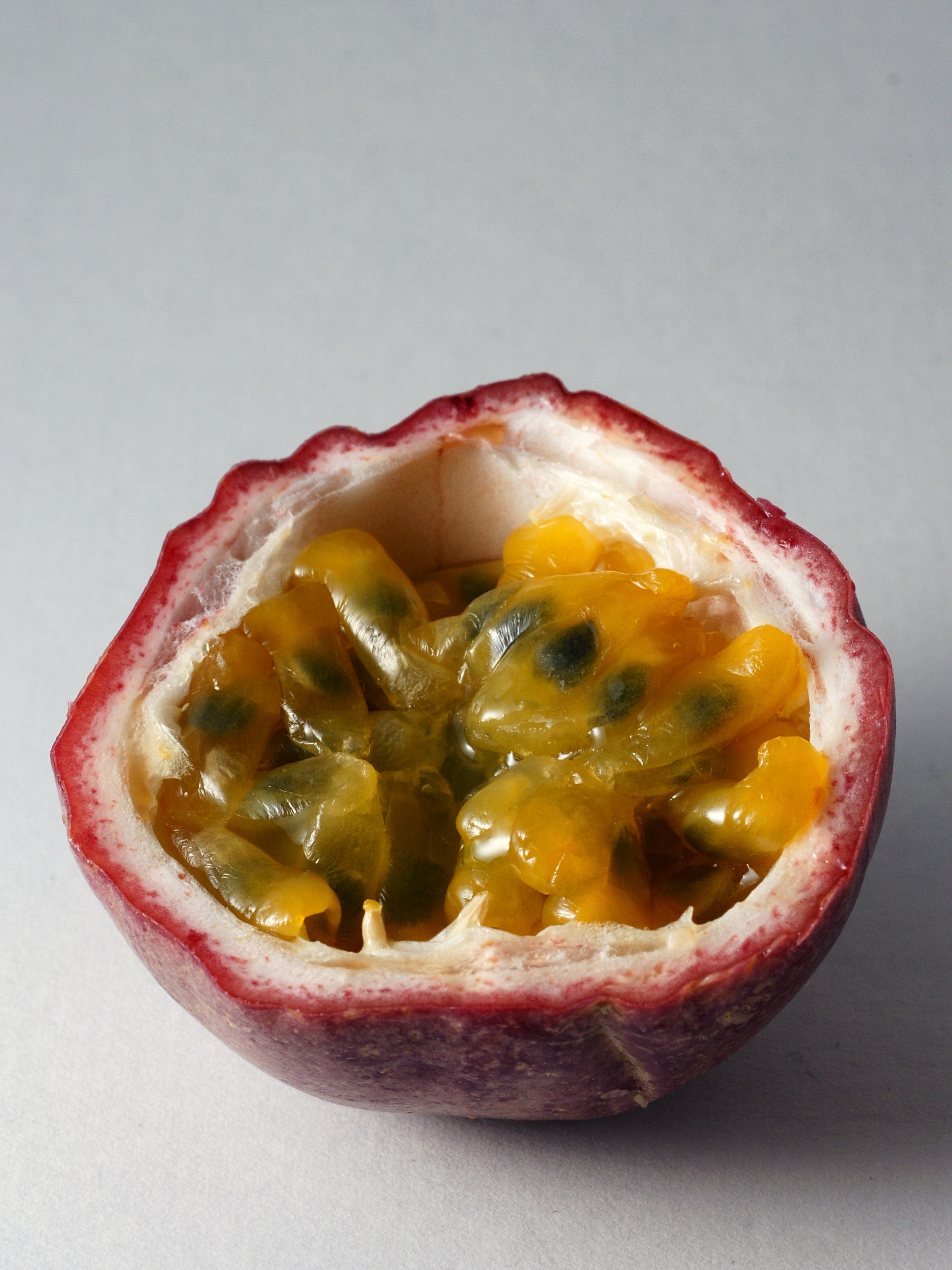
برش عرضی میوه گل‌ساعتی ارغوانی رنگ
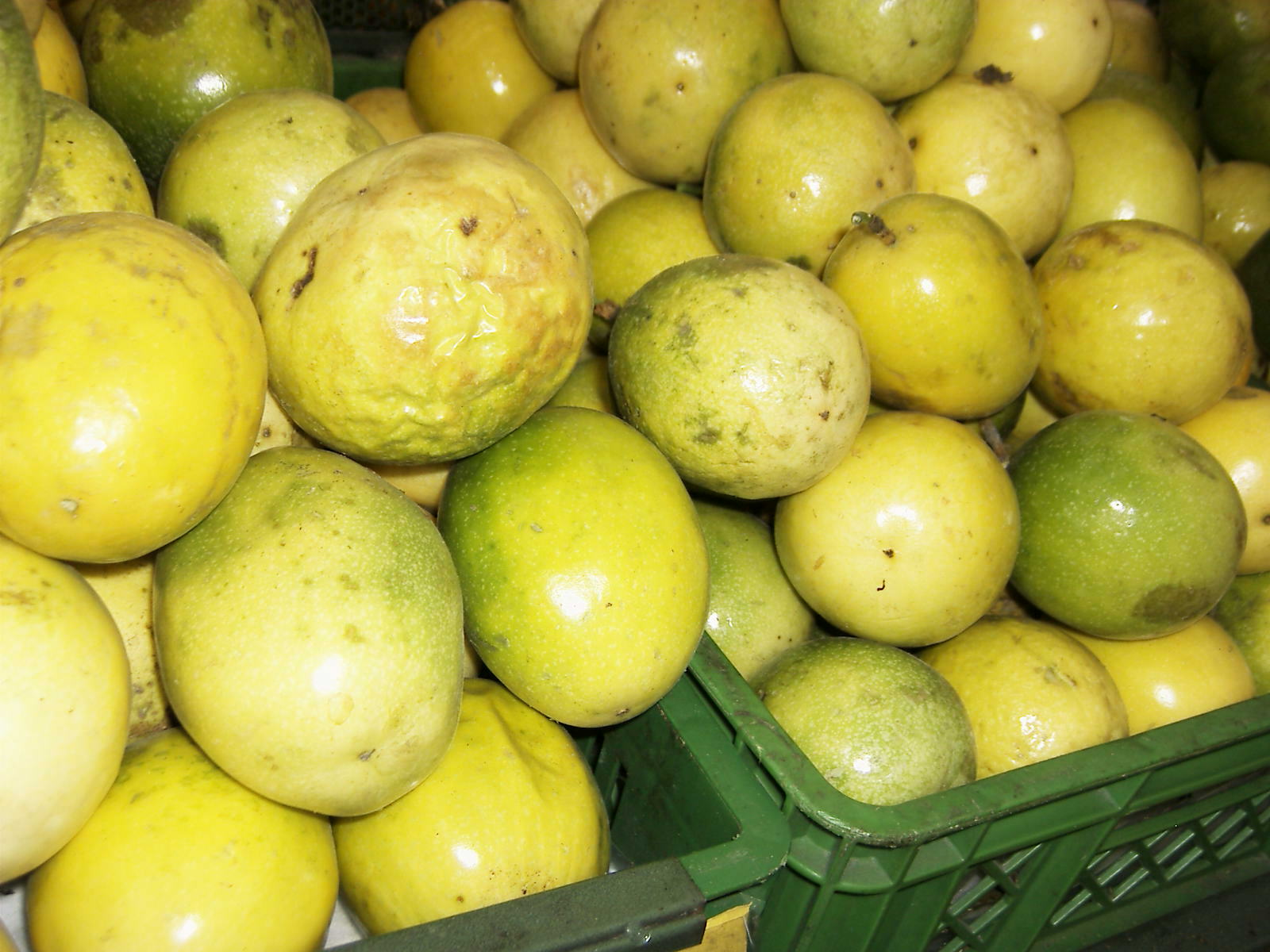
میوه گل ساعتی خوراکی زرد رنگ
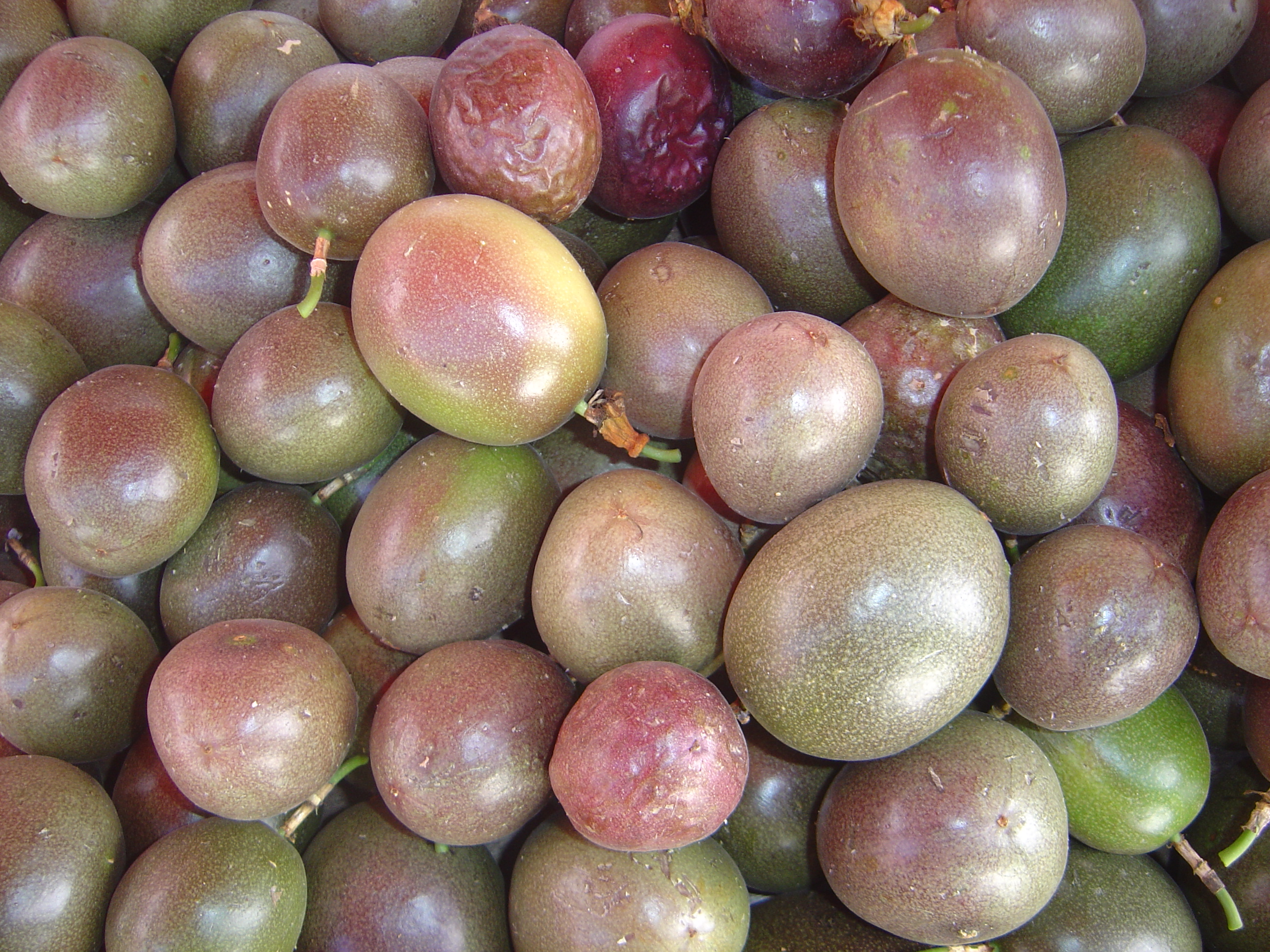
میوه گل‌ساعتی ارغوانی رنگ
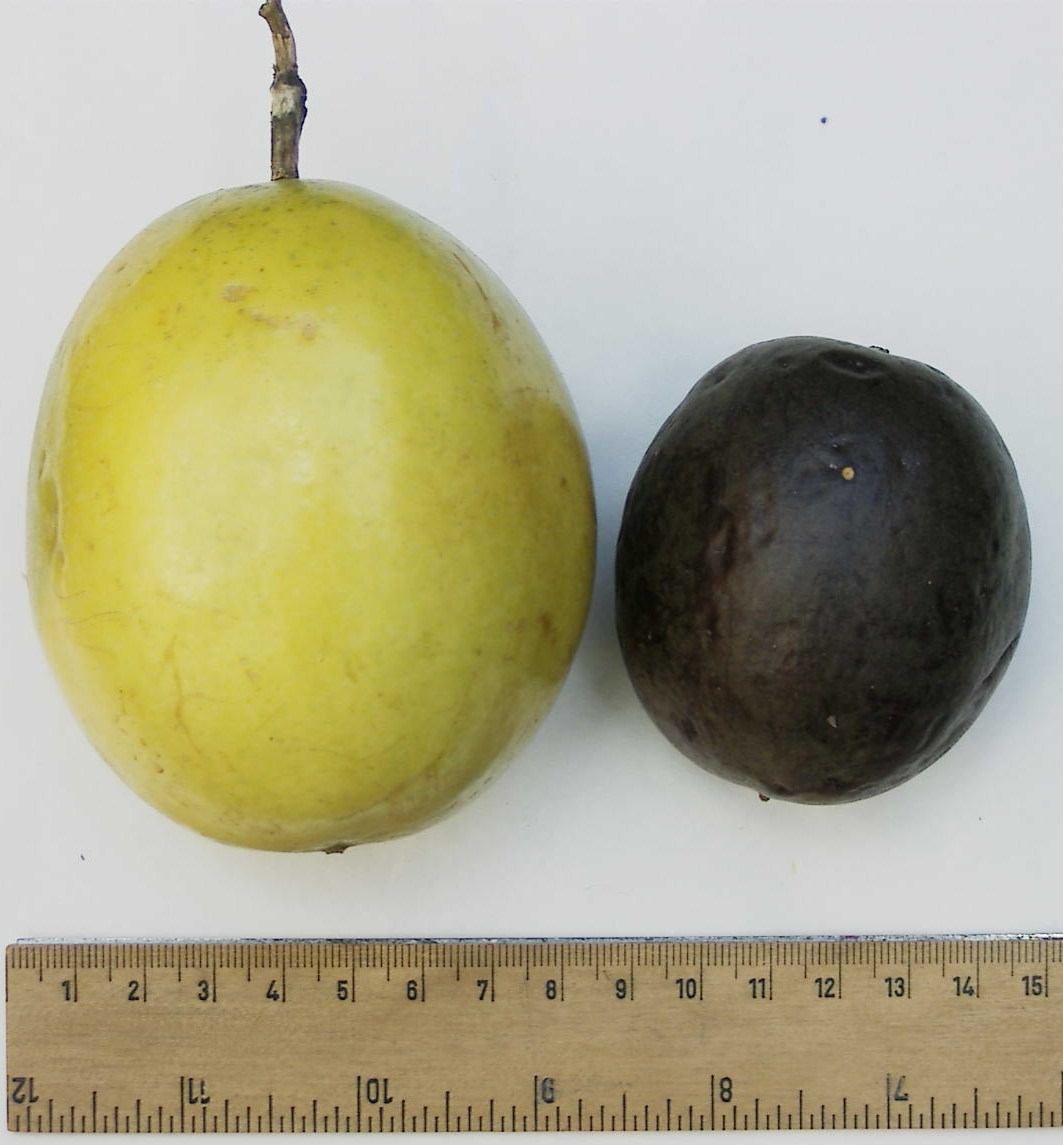
تفاوت اندازه میان میوه گل‌ساعتی ارغوانی و زرد رنگ
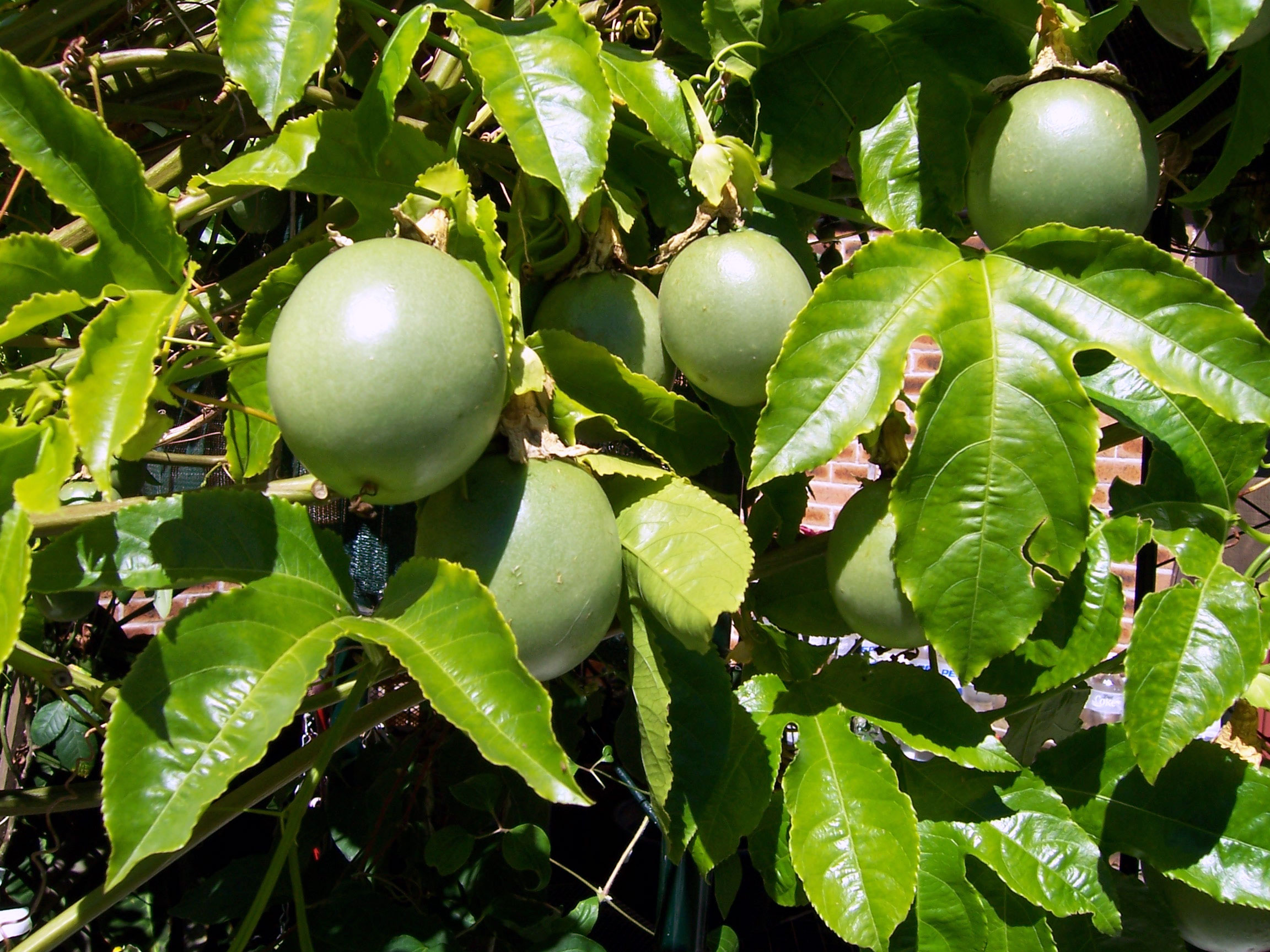
میوه گل‌ساعتی
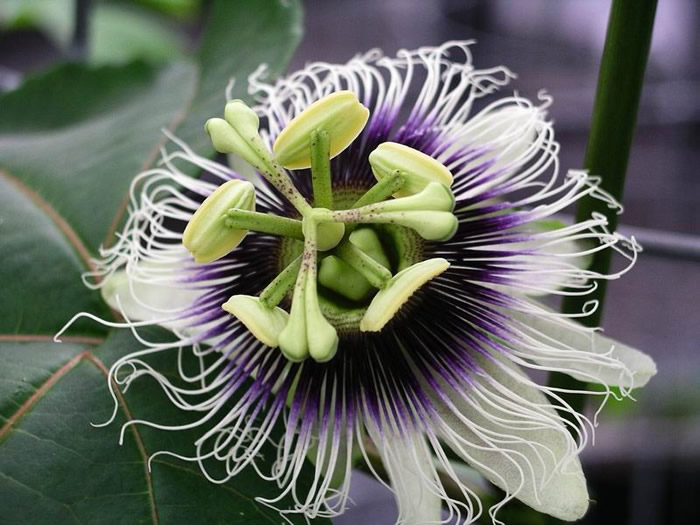
میوه گل‌ساعتی خوراکی